# Авдулово-2
Авдулово-2 — деревня в Ступинском районе Московской области в составе Леонтьевского сельского поселения (до 2006 года входило в Леонтьевский сельский округ). В Авдулово-2 на 2015 год одна улица Речная. Известно, как владение коломенских помещиков Овдуловых, с 1627 года, с середины XVIII века, как Авдулово Малое.

## Население
| 2002 | 2006 | 2010 |
| ---- | ---- | ---- |
| 9    | ↘3   | ↗5   |

Авдулово-2 расположено в восточной части района, на левом берегу реки Сукуша (правый приток Городенки), высота центра деревни над уровнем моря — 164 м. Ближайшие населённые пункты: Авдулово-1 примерно в 500 м восточнее, Дорки — около 0,7 км на юг и Новоеганово в 1 км на северо-восток.